# ANDEN 25
|  | Sammenskrivningsforslag Artiklen ANDEN 25 er foreslået føjet ind i Anders Matthesen. (Siden oktober 2018) Diskutér forslaget |

ANDEN 25 var et stand-up show af stand-up-komikeren Anders Matthesen og var hans ottende i rækken. Showet var Matthesens 25-års jubilæum, han optrådte med showet i Royal Arena, København den 25., 26. og 27. oktober 2018 og i Jyske Bank Boxen, Herning den 1. og 2. november 2018.